# 碧藍航線
《碧藍航線》是一款由中國上海蠻啾網絡科技與廈門勇仕網絡技術製作，由bilibili游戏发行的萌拟人化即时海战类的iOS及Android智慧型手機游戏，於2017年5月25日開始營運。日語版由上海悠星（Yostar）代理發行，2017年9月14日開始營運。韓国由心動全球代理，已於2018年2月公布韓文官方推特。港澳台正體中文版由品玩邦藝術代理，2019年10月4日正式營運。2021年3月2日，品玩邦藝術宣布港澳台代理權於同年4月1日轉移給NIJIGEN GAMES，並表示玩家的權益不會受到任何影響。
《碧藍航線》和《艦隊Collection》同為戰艦擬人化作品，屬於養成遊戲類型，遊戲配音大部分採用日語配音（東煌艦船在中文版客戶端中，擁有有兩種配音可選，分別為普通話版與日語版；而日文版客戶端為日语配音）。
2018年9月13日，日服一周年直播時，宣布將於PS4平台推出新作遊戲；同月14日宣布電視動畫化。
2019年12月24日，碧藍航線官方四格漫畫《碧藍航線 微速前進！》動畫製作確定。2020年9月13日，日服三週年時，發布動畫預告，由Yostar Pictures製作，於2021年1月11日播出。
2021年9月14日，日服4周年慶時，官方漫畫《碧藍航線 Queen's Orders》發布製作動畫確定預告。2022年12月16日，公告片頭與片頭曲。2023年2月20日，公告BD販售日與角色歌預告。4月7日，公告將發售日延期至7月27日（原5月10日）。

## 游戏内容
《碧蓝航线》是一款横向卷轴射击、模拟和角色扮演游戏。玩家可以收集以萌拟人化形式演绎的第二次世界大战舰船的角色，被称为“舰船”。这些角色的原型主要来自美国海军、英国皇家海军、日本帝国海军和纳粹德国海军，也有部分来自法国海军（维希法国和自由法国）、中华民国海军、中国人民解放军海军、意大利皇家海军、苏联海军、俄罗斯帝国海军、德意志帝国海军和荷兰皇家海军的舰艇在之后被添加；此外，亦有来自海盗黄金时代的舰船，被划为“飓风”阵营。玩家将她们编组为最多6人一组的舰队，与人工智能控制的敌人或其他玩家的舰队对抗。这些舰船可以以多种方式获得经验值（比如战斗、完成委托任务、把舰船放入宿舍，或者使用经验道具）。舰船需要一定量的经验值来升级，她们的等级限制可以通过认知觉醒增加。绝大部分舰船拥有一套可升级的技能，可以在战斗中生效。
开局时玩家可从拉菲、标枪、Z23（简中、国际服）或绫波（繁中、日、韩服）中选择一艘作为初始舰船。她们被当做是此游戏的御三家。 截至2024年10月，游戏中已加入了超过600艘来自9个二战参战国的舰船。 此外，游戏也加入了历史上著名的博物馆舰，比如日本战列舰三笠号，以及俄国巡洋舰阿芙乐尔号。 
如同大多數的模擬航船養成類遊戲，玩家需要花费大部分的時間操作其拥有的舰队，進行各式各樣的任務與戰鬥，以及建造新的舰船，方可养成更好的角色以及裝備。
2020年12月14日，游戏加入了新的终局游戏模式，被称为“大型作战”。玩家可以在一张大地图中逐个攻略目标海域，击败更强力的敌人，以获得新的奖励材料。

### 故事背景
在一個海洋占了71%的星球，自從塞壬的出現，失去了九成的海權。為了合力抵抗塞壬，白鷹、皇家、鐵血與重櫻這四個陣營組成碧藍航線陣營來阻止海洋威脅。而鐵血與重櫻受到塞壬的影響之下退出並且背叛碧藍航線陣營，另組赤色中軸引發戰爭，自此游戏剧情以重现二战经典海战的方式开场，并逐渐揭开塞壬背后的真相。。

### 战斗

组队页面

游玩游戏的主要模式时，玩家可以组织2支舰队（随游戏进程，最多可解锁至6支）。一支舰队由位于前排的先锋和位于后排的主力组成，前后排各有3个槽位。先锋和主力需要不同舰种的舰船方可部署，先锋可以编入驱逐舰、巡洋舰等较为轻型的舰种，而主力需要战列舰、航空母舰等大型舰种。玩家可以选择一个符合挑战条件的关卡并进入，挑战关卡需要消耗游戏货币“石油”。

进入关卡后，玩家的舰队被放置于类似于海战棋的网格状地图上。地图中散落着一些兴趣点，有些为需要与敌方舰队遭遇的战斗点，其中一部分无法移动而另一些会追逐玩家操控的舰队；有些则为非战斗点，可以给舰队提供弹药；有些则为标记着问号的神秘点，可为玩家提供急救包或升级材料，也可能生成运输舰队成为特殊战斗点。玩家的每个舰队进入关卡时都会携带一定数量的弹药，每场战斗会扣除参与舰队的一部分弹药。弹药耗尽的舰队仍可战斗，但伤害会降低。玩家们必须安排合适的舰队逐个消灭敌人，并以最小代价来攻略此地图的敌方旗舰。当玩家在地图上移动他们的舰队时，舰船可能遭到空袭并受到伤害，或被迫消耗石油和弹药与伏击舰队交战。

战斗页面

与敌人作战时，玩家可以使用虚拟摇杆控制前排舰船，舰船可自动向目标发射炮弹，或通过玩家手动操控发射鱼雷。同时，静止不动的主力舰船可以发射舰炮弹幕，也可以通过玩家手动操控呼叫空袭，空袭将清除屏幕上所有敌方的子弹与鱼雷。同時遊戲對工作忙碌的玩家提供自律戰鬥（一鍵刷關）模式來通過關卡，只需按「開始鍵」，系統即開始自動通關。通关或退出地图后，角色的生命值会完全恢复。战斗中对应舰队的每个舰船都会扣除心情值，若舰船在战斗中阵亡，她们将无法参与地图上的进一步行动，并减少大量心情值。舰船心情值低于0会降低其所获经验和好感度，低好感度的舰船会用失望的语气向玩家问好。
此外，為了能夠讓多數玩家共同參與，遊戲提供称为“演习”的PVP模式。玩家可以组织自己的防御舰队，并组织攻击舰队来进攻对方玩家的防御舰队。在此模式下，战斗默认进入自律战斗，航母空袭的清除子弹效果也被禁止。玩家获得胜利时可以获得“功勋”（一种游戏货币），并上升其排名。玩家失败时则不会有任何损失。功勋可以用来兑换特定角色和其它道具。排名两周更新一次。
游戏发布后增加了很多新的机制。潜艇和反潜系统在2018年5月发布，该系统允许潜艇在海域中支援水面舰队，或是参与破交作战，同时引进了以德国U艇、日本和美国潜艇为原型的舰船角色。指挥喵系统在2018年9月被加入。指挥喵可以通过训练来提供战斗内的一些舰队Buff。

### 宿舍
游戏中拥有称为“后宅”的宿舍系统。以Q版显示舰船可以被放置在有家具的宿舍中，她们可以在宿舍内走来走去、坐下、睡觉或洗澡。当玩家给予食物时，舰船可以获得经验值和心情值。玩家可以使用石油、钻石或其它游戏货币兑换食物。玩家也可以支付“家具币”以购买各种主题的家具或套装，这些家具和套装有时是活动限定的，通过指定任务可以获得家具币。拥有更多的家具和装饰可以提高舰船获得经验值的速率，家具可以被自由摆放而不影响速率的加成。玩家可以使用钻石增加宿舍容纳的舰船数量、解锁用以回复心情值的二楼或购买特殊的可互动家具。此外，完成活动关卡可以获得该活动的纪念碑（不加快恢复经验值的速率）作为家具。玩家也可以查看好友的宿舍。

### 誓约
当舰船对玩家的好感度（作为另一种游戏中的等级系统）通过战斗或互动上升到100时，玩家可以选择给此舰船一个“誓约之戒”。誓约之戒可以在任务中获得一个，更多的戒指可以使用钻石（游戏货币）兑换，开发者也会在特殊活动期间发放免费戒指。在誓约后，舰船将获得额外的数值提升。玩家可以给这些舰船自定义名称，但下次改名需要等待30天才能再次修改。此外，一部分角色将会同时获得独一无二的穿着婚纱的誓约皮肤。

## 游戏剧情
碧蓝航线的剧情大致可分为三部分：史实线、主线与港区线，分别对应游戏“回忆”页面中的“主线”“活动—E.X.”与“活动—S.P.”。

### 史实线
此剧情并非游戏剧情的主线，而是主线关卡的内容，同时也包括早期的部分S.P.内容。游戏开始时以舰船拟人化的方式重现了丹麦海峡海战，英国著名舰船胡德号战列巡洋舰被纳粹德国的俾斯麦号战列舰和欧根亲王号重巡洋舰击沉。主线关卡的内容沿袭了太平洋战争中的海战。主线关卡章节展现了战争中的几场决定性战役。截至2025年8月11日，游戏关卡共有十五章，而有动画的剧情仅有前三章（日服已实装第四章，但中国大陆服并未实装）：
主線對應歷史：
| 章节号 | 章节名             | 对应历史战役           |
| ------ | ------------------ | ---------------------- |
| 1      | 虎！虎！虎！       | 珍珠港事件             |
| 2      | 珊瑚海首秀         | 珊瑚海海战             |
| 3      | 决战中途岛         | 中途岛海战             |
| 4      | 所罗门的噩梦上     | 萨沃岛海战             |
| 5      | 所罗门的噩梦中     | 圣克鲁斯群岛战役       |
| 6      | 所罗门的噩梦下     | 第一次瓜达尔卡纳尔海战 |
| 7      | 混沌之夜           | 第二次瓜达尔卡纳尔海战 |
| 8      | 科曼多尔海战       | 科曼多尔群岛海战       |
| 9      | 库拉湾海战         | 库拉湾海战             |
| 10     | 科隆班加拉岛夜战   | 科隆班加拉海战         |
| 11     | 奥古斯塔皇后湾海战 | 奥古斯塔皇后湾海战     |
| 12     | 马里亚纳风云上     | 菲律宾海海战           |
| 13     | 马里亚纳风云下     | 菲律宾海海战           |
| 14     | 苏里高夜战         | 苏里高海峡海战         |
| 15     | 恩加尼奥角海战     | 恩加尼奥角海战         |

## 登場陣營

### 碧藍航線
原由四個勢力：白鷹、皇家、鐵血、重櫻組成的人類同盟與塞壬戰鬥，儘管組織主張「通過人類科學技術和自然力量來擊破賽壬」，但由於理念分歧，使鐵血和重櫻脫離並成立「赤色中軸」，與碧藍航線進行戰爭。
原型為第二次世界大戰的同盟國。

#### 白鷹
重視自由與科學的聯邦制國家，擁有雄厚的工業實力、發達的科學技術以及各勢力中最優秀的航空武器。武器的設計理念兼顧性能與數量。目前基於貫徹自身正義和為世界帶來和平的理念留在碧藍航線，在與赤色中軸和塞壬的戰鬥中有着活躍的表現。
原型是美國。

#### 皇家
碧藍航線世界觀中造船經驗最豐富的海洋國家，採取君主制度。在軍艦設計上致力於取得最佳的平衡性能，海軍實力雄厚，並講究禮儀，注重優雅與實力並存。皇家為了捍衛皇家的榮耀，奪回人類的制海權，目前依然留在碧藍航線陣營，參與對塞壬和赤色中軸的作戰行動。
即使原型是英國，但除此之外，遊戲中還有包括加拿大、澳大利亚、紐西蘭等大英帝國自治領（現英聯邦王國）所建造過的船艦。

#### 東煌
存在於東方大陸的國家，在鐵血與重櫻退出碧藍航線後新加入的國家。在海軍的發展上資歷頗淺，與相鄰的重櫻是對立關係。
原型是20世紀前半的中國。包括有清朝新式海军、從辛亥革命到二戰的中華民國海軍與東北海軍、以及二戰期間由蘇聯建造，戰後讓渡給中華人民共和國海軍的船艦。

#### 北方聯合
存在於大陸北方的共產主義國家，提倡集體主義與對社會的貢獻，擁有堅定的目標和達成目標所需的無畏的勇氣。北方聯合將幾乎全部艦隊調往極地地區，很少參與碧藍航線陣營內的聯合行動，目前除了已知北方聯合還在極地與塞壬作戰外，其餘情報尚不明確。
原型是蘇聯，但其中有些艦船是屬於沙俄時期留下來的艦船，或者是來自他國的戰利艦。

#### 自由鳶尾
原是宗教國家鳶尾的海軍組織，因為反對維希教廷與鐵血融合的政策，在鳶尾分裂後歸屬碧藍航線陣營。自由鳶尾的成員原本從屬於鳶尾的海軍軍事組織“護教騎士團”，目前以重建自己的國家為目標而奮戰着。
原型是自由法國。

#### 郁金王国
2025年4月24日新加入的阵营，以荷兰王国为原型。

### 赤色中軸
由鐵血首先獨自建立，在重櫻背離碧藍航線後組成的軍事同盟，主張「利用賽壬的力量提升人類的發展與革新來反攻賽壬」，與反對使用賽壬技術、主張應純粹使用人類的力量對抗賽壬的碧藍航線是對立狀態。
原型為第二次世界大戰的軸心國。

#### 鐵血
以強大軍力與高度的科學技術為主的軍事獨裁國，擁有眾多優秀的科學家，在與塞壬的戰爭中獲得了大量技術，並着眼於對這些技術的進一步開發，這使得鐵血的人工智能控制技術和生物工程技術遙遙領先於其他勢力。退出碧藍航線陣營後，鐵血一度處於消息不明的狀態，現在則是作為赤色中軸陣營的成員而活躍。因為採用賽壬技術的緣故，艦裝的外形多半呈現出了異形化的姿態。
原型是德意志第三帝國，遊戲中包括了納粹德國船艦，為了迴避歷史爭議而採用了德意志帝國的標誌。
2023年3月23日，与“重樱”类似，中国大陆服“铁血”阵营全部舰船更名，且部分舰船原名被改为禁止发送的敏感内容。

#### 重櫻
位於極東的君主制國家，為遊戲章節中的主要敵對方。與同樣採用塞壬技術的鐵血不同，認為塞壬的強大是來自肉體，因此揉合了自身的精靈信仰與觀念，使登場的船艦都具有獸耳、尾巴、角等人外造型。和身為海洋強國的皇家不同的是，重櫻的戰鬥經驗雖然主要還是集中在重櫻群島周邊的作戰，但以東洋神秘的力量所構成的艦隊迅速壯大了自身實力，在短時間就擁有了可以和白鷹等列強分庭抗禮的戰力。
原型是大日本帝國。
在日文版中以敵方身分登場時艦名會使用片假名標示，在中國大陸伺服器中為了迴避歷史爭議而改用單一漢字來命名，基於同理，重櫻系的艦載機原有的日章圖案都會用紅色漩渦圖案代替。

#### 維希教廷
從宗教國家鳶尾中所分離出的一股勢力，現在作為赤色中軸陣營的一員而活動着。維希教廷原本同樣從屬於鳶尾的海軍軍事組織“護教騎士團”。
原型是維希法國。

#### 撒丁帝國
悠久的歷史與絢爛的藝術，相比軍事實力，撒丁帝國對於自身的文化傳承擁有更深的自豪感。海軍軍事組織為禁衛軍。雖然元老院內部的聲音一直沒有統一，但是事實上來說，撒丁帝國已經成為了赤色中軸的一員，走向了與碧藍航線不同的方向。
以意大利王國為原型的國家。

### 颶風
不屬於塞壬、碧藍航線，以及赤色中軸的陣營，陣營特色走的是海盜風。

### 安蒂克斯（塞壬）
遊戲中登場的全人類之敵，被重櫻登場船艦稱之為「神」的存在。人類在聯合組成碧藍航線經過漫長的戰爭才勉強將其逐出人類的生活圈外，諷刺的是因為碧藍航線的成員對其遺留的技術與戰鬥方針的不同，而放棄原先建立碧藍航線的宗旨，造成了碧藍航線分裂：鐵血與重櫻另立赤色中軸與碧藍航線的陣容展開內戰，更為諷刺的是原為敵方的賽壬正暗中觀察著兩方的爭鬥，令原本已經差的戰況更為糟糕。

### META
在2018年1月的活動「墜落之翼」的劇情中出現第一個META艦船——企業·META，但此时游戏世界观尚未完善，因此仅以“企业”称呼该角色。
2019年7月的活動「箱庭療法」中，第一次出現「餘燼」一詞，但并未明示该词指代一个组织。到了2020年3月活動「微層混合」，才將「餘燼」歸類為組織，但META一詞仍未出現。2020年底「大型作戰」開放之後，才出現「META」一詞。
在「大型作战」的剧情档案中，游戏介绍了META舰船的来源，当舰船的本质向着被称为「元」的方向发展时，就会让普通舰船变为META舰船。舰船的心理状态发生急剧变化，或者受到一定的外界影响，都会导致这种变化。

## 開發

### 發行歷史
在中國大陸於2017年5月25日開始營運，並於2017年6月2日Android版上線。
在日本由Yostar以“アズールレーン”（Azur Lane）名义所代理發行，於2017年8月31日進行封閉測試，並於2017年9月14日開始營運日語版的註冊人數在2017年10月17日達到200萬人。

### 主题曲
《激昂壮志》为碧蓝航线主题曲，于2018年1月1日正式发布。其演唱者为上坂堇
。

### 跨界合作
- 2018年4月1日，Wargaming於日文官方推特發布愚人節新聞稱旗下遊戲《戰艦世界》即將與《碧藍航線》合作[26]，由上海悠星所經營的《碧航》日文官方推特也以轉貼方式回敬[27]；隨後於4月2日，Wargaming亞洲服务器官網正式發布並證實，《戰艦世界》預定與《碧藍航線》合作[28]，並於4月21日公布合作細節[29]。
  - 《戰艦世界》遊戲中將實裝《碧藍航線》遊戲內的部分艦長和語音包：美国航母·企業、美国轻巡·克里夫蘭、德国重巡·希佩爾海军上将、英国戰巡·胡德、英国戰列·納爾遜、英国轻巡貝爾法斯特、蘇联轻巡·阿芙樂爾。
  - 《碧藍航線》遊戲中將實裝《戰艦世界》游戏內的部分艦艇(以科研形式實裝)：法国重巡·路易九世、德国重巡·羅恩、英国戰列·君主、英国轻巡·海王星、日本戰列·出雲、日本重巡·伊吹。日本驅逐·北風。日本超巡·吾妻。美國戰列·喬治亞。美國輕巡·西雅圖。德國戰列·腓特烈大帝。法國戰列·加斯科涅。法國戰列·香檳。德國重巡·梅茵茨。德國戰巡·奧丁。英國重巡·柴郡。英國重巡·德雷克。
- 2019年11月8日，《碧蓝航线》官方宣布将与虚拟YouTuber事务所hololive合作，并于11月19日实装白上吹雪（驱逐舰）、大神澪（航空母舰）、夏色祭（驱逐舰）、湊阿庫婭（潜艇）、紫咲詩音（轻母）、百鬼绫目（重巡洋舰）和時乃空（航母）。

## 跨媒體

### 小說
- 碧藍航線 Episode of Belfast 作者：助供珠樹

| 集數 | 集英社         | 集英社                 | 東立出版社   | 東立出版社        |
| 集數 | 發售日期       | ISBN                   | 發售日期     | ISBN/EAN          |
| ---- | -------------- | ---------------------- | ------------ | ----------------- |
| 1    | 2018年6月22日  | ISBN 978-4-0-8631252-3 | 2020年8月7日 | EAN 4710601041574 |
| 2    | 2018年11月22日 | ISBN 978-4-0-8631280-6 |              |                   |
| 3    | 2019年8月23日  | ISBN 978-4-0-8631311-7 |              |                   |
| 4    | 2019年11月22日 | ISBN 978-4-0-8631334-6 |              |                   |

### 漫畫
- 碧藍航線 微速前進！（アズールレーン びそくぜんしんっ！，作者：ホリ，於遊戲日服官方推特和一迅社的《漫畫四格漫調色盤》上進行連載）

| 集數 | 一迅社         | 一迅社                                                      | 東立出版社    | 東立出版社             |
| 集數 | 發售日期       | ISBN                                                        | 發售日期      | ISBN                   |
| ---- | -------------- | ----------------------------------------------------------- | ------------- | ---------------------- |
| 1    | 2019年6月27日  | ISBN 978-4-7580-8325-6                                      | 2020年3月19日 | ISBN 978-957-26-4818-6 |
| 2    | 2020年12月11日 | 普通版 ISBN 978-4-7580-8356-0 特裝版 ISBN 978-4-7580-8357-7 | 2022年1月13日 | ISBN 978-957-26-4819-3 |
| 3    | 2021年10月21日 | 普通版 ISBN 978-4-7580-8375-1 特裝版 ISBN 978-4-7580-8376-8 | 2022年8月1日  | ISBN 978-957-26-8131-2 |

- 碧藍航線 Queen's Orders（作者：槌居，於一迅社《月刊Comic REX》2018年12月號起開始連載）

| 集數 | 一迅社         | 一迅社                 |
| 集數 | 發售日期       | ISBN                   |
| ---- | -------------- | ---------------------- |
| 1    | 2019年6月27日  | ISBN 978-4-7580-6810-9 |
| 2    | 2020年2月27日  | ISBN 978-4-7580-6850-5 |
| 3    | 2020年11月26日 | ISBN 978-4-7580-6893-2 |
| 4    | 2021年8月26日  | ISBN 978-4-7580-6940-3 |
| 5    | 2022年4月27日  | ISBN 978-4-7580-6973-1 |

- 官方漫畫選集
  - 碧藍航線 官方漫畫選集

| 集數 | 一迅社         | 一迅社                 |
| 集數 | 發售日期       | ISBN                   |
| ---- | -------------- | ---------------------- |
| 1    | 2018年1月31日  | ISBN 978-4-7580-0980-5 |
| 2    | 2018年4月25日  | ISBN 978-4-7580-0984-3 |
| 3    | 2018年6月25日  | ISBN 978-4-7580-0990-4 |
| 4    | 2018年9月25日  | ISBN 978-4-7580-2013-8 |
| 5    | 2018年11月24日 | ISBN 978-4-7580-2018-3 |
| 6    | 2019年1月25日  | ISBN 978-4-7580-2023-7 |
| 7    | 2019年3月25日  | ISBN 978-4-7580-2035-0 |
| 8    | 2019年6月25日  | ISBN 978-4-7580-2042-8 |
| 9    | 2019年9月25日  | ISBN 978-4-7580-2053-4 |
| 10   | 2019年12月25日 | ISBN 978-4-7580-2056-5 |
| 11   | 2020年2月27日  | ISBN 978-4-7580-2087-9 |
| 12   | 2020年4月25日  | ISBN 978-4-7580-2107-4 |

- 碧藍航線 漫畫精選

| 集數 | OVERLAP        | OVERLAP                |
| 集數 | 發售日期       | ISBN                   |
| ---- | -------------- | ---------------------- |
| 1    | 2018年10月25日 | ISBN 978-4-86554-409-1 |

### 電視動畫
由同名手遊《碧藍航線》改編，2018年9月15日的「Azurlane 1st Anniversary 重大発表ステージ」中宣布動畫化，第1話的先行上映會2019年9月29日舉行，于2019年10月3日播出。本作是天衝成立動畫公司後第一部獨立製作動畫。
2019年12月12日宣佈原先預計在12月依序播出的第11、12話，將延期至2020年3月13日及3月20日播出，第10話則按造原訂計劃在12月12日播映。隨着放送日期變更，官方在2020年1月3日開始再次從第1話開始重新播出。 

#### 登場角色
| 白鷹 - 企業：石川由依 - 拉菲：長繩麻理亞 - 克利夫蘭、哥倫比亞：堀籠沙耶 - 約克城：優木加奈 - 大黃蜂：山本希望 - 女灶神：Maia - 哈曼、聖地牙哥：伊藤明日香 - 貝利：鈴木繪理 - 北安普頓：小泉喬生 - 海倫娜：中條智世 - 長島：吉田幸代 - 亞利桑那：白壁爽子 - 薩拉托加：上坂堇 - 格里德利：篠原成美 - 俄克拉荷馬、內華達：內山夕實 - 蒙彼利埃：高橋李依 - 丹佛：小澤亞李 - 蘭利：佳村遙 - 休斯頓：橫田彩 - 波特蘭：吉岡香織 - 查爾斯·奧斯本：森田皋月 - 馬薩諸塞：高橋李依 - 埃爾德里奇：佐佐木望 - 撒切爾：根本流風 - 斯彭斯、富特、奧利克：芳野由奈 - 博格：野方小春 | 皇家 - 貝爾法斯特：堀江由衣 - 標槍：山根希美 - 獨角獸：加隈亞衣 - 光輝：雨宮天 - 威爾斯親王：橋本千波 - 伊莉莎白女王、厭戰：上坂堇 - 胡德：田中敦子 - 謝菲爾德：小原好美 - 愛丁堡：後藤邑子 - 諾福克：佐久間比呂美 - 小獵兔犬、大鬥犬：鈴木繪理 - 螢火蟲：五十嵐裕美 - 小天鵝：種田梨沙 - 薩福克：上原明里 - 反擊：野方小春 - 聲望：茅野愛衣 - 女將：綾宮由希子 - 倫敦：向山直美 - 肯特：金元壽子 - 皇家方舟：伊藤明日香 | 東煌 - 寧海：三宅麻理惠 - 平海：久野美咲 |

| 重櫻 - 赤城：中原麻衣 - 加賀：茅野愛衣 - 綾波：大地葉 - 瑞鶴、翔鶴：種田梨沙 - 高雄：加隈亞衣 - 爱宕：茅野爱衣 - 明石：上坂堇 - 長門：久野美咲 - 古鷹、加古：影山燈 - 時雨：桑原由氣 - 夕立：高森奈津美 - 雪風：優木加奈 - 蒼龍：御手洗果林 - 飛龍：石上靜香 - 扶桑、山城：小清水亞美 - 不知火：筏井加奈惠 - 睦月、如月：大久保瑠美 - 卯月、水無月、三日月：MAKO - 文月、長月：櫻咲千依 - 初春：高野麻里佳 - 白露：篠原成美 - 陽炎：谷野悠里子 - 長良、五十鈴、阿武隈：鬼頭明里 - 雷：荒浪和沙 - 曉：山本希望 - 吹雪：M·A·O - 夕暮：朝日奈丸佳 - 伊勢：田村睦心 - 日向：渡邊明乃 - 天城：澤城美雪 - 陸奧：黑澤朋世 | 鐵血 - 歐根親王：佐倉綾音 - Z23：阿部里果 - Z1：高森奈津美 - 科隆：小野涼子 - 希佩爾海軍上將：山岡百合 - 俾斯麥：福原綾香 | 塞壬 - 觀察者：豐田萌繪 - 測試者：安濟知佳 - 淨化者：高野麻里佳 |

製作人員
- 原作：蠻啾網絡、勇仕網絡
- 導演：天衝
- 剧本统筹、編劇：鋼屋JIN
- 劇本協力、編劇：大樹連司
- 人物設定、總作畫監督：野中正幸
- 概念設計：MAGNUM
- 美術監督：扇山秋仁
- 色彩設計：林可奈子
- 攝影監督：千葉大輔
- CG導演：比嘉芳明
- 編輯：武宮睦美
- 音響監督：土屋雅紀
- 音響制作：DAX Production
- 音樂：西木康智
- 音樂制作：Stray Cats
- 音樂制作人：木皿陽平
- 動畫制作：Bibury Animation Studios
- 製作：動畫「碧藍航線」製作委員会（東宝、上海悠星、Nitroplus、i0plus、Frontier Works、創通、Stray Cats）

#### 主題曲
片頭曲「graphite/diamond」
作詞：藤林聖子，作曲：高木龍一（Dream Monster），編曲：白戶佑輔（Dream Monster），主唱：May'n
片尾曲
作詞：兒玉沙織，作曲：山田高弘，編曲：齋藤真也，主唱：鹿乃
插入曲「私はNo1!」（第1話）
作詞：櫻村岬，作曲、編曲：かみじょうゆうや，主唱：聖地牙哥（伊藤明日香）

#### 各話列表
| 話數 | 日文標題 | 中文標題                   | 劇本              | 分鏡           | 演出                  | 作畫監督                                                                       | 總作畫監督                        |
| ---- | -------- | -------------------------- | ----------------- | -------------- | --------------------- | ------------------------------------------------------------------------------ | --------------------------------- |
| 01   |          | 【啟航】馳騁於大海的少女們 | 鋼屋JIN           | 天衝           | 天衝                  | 野中正幸                                                                       | 野中正幸                          |
| 02   |          | 【激戰】心跳波動，鋼鐵雙翼 | 鋼屋JIN           | 清水聰         | 青木you一郎           | 谷拓也                                                                         | 野中正幸                          |
| 03   |          | 【優雅】亦或是如同人類一般 | 鋼屋JIN           | 清水聰         | 新谷研人              | 嘉手苅睦、若山政志 福田佳太                                                    | 野中正幸                          |
| 04   |          | 【櫻華】外套與短劍         | 鋼屋JIN           | 大島緣         | 大島緣                | 大島緣、野中正幸 福田佳太                                                      | 不適用                            |
| 05   |          | 【重逢】為你伸手           | 鋼屋JIN           | 清水聰         | 新谷研人、青木you一郎 | 椛島洋介                                                                       | 不適用                            |
| 06   |          | 【羈絆】緊繫紐帶，牢拴心靈 | 鋼屋JIN、大樹連司 | 清水聰         | 青木you一郎           | Drum、齊藤雅和 中島大地、飯飼一幸 壽夢龍、虎助遙人                             | 不適用                            |
| 07   |          | 【死線】為了決意和愛       | 鋼屋JIN           | 天衝、小島正士 | 山本隆太              | 福田佳、太中川耀                                                               | 野中正幸、嘉手苅睦                |
| 08   |          | 【交錯】緊緊抱住不分離     | 鋼屋JIN           | 田中宏之       | 田中宏之              | 田中宏之                                                                       | 野中正幸                          |
| 09   |          | 【希望】黑暗中攫取光芒     | 鋼屋JIN           | 米田光宏       | 中西基樹              | 佐藤祐子、加藤久美子 山村俊了、塚本步 森悅史、佐藤明日香 三橋櫻子              | 野中正幸、嘉手苅睦 福田佳太、天衝 |
| 10   |          | 【殘響】漂白的鮮紅記憶     | 鋼屋JIN           | 天衝           | 天衝                  | 福田佳太、中川耀 天衝                                                          | 野中正幸、嘉手苅睦 天衝           |
| 11   |          | 【怪物】戰火蔓延的大海     | 鋼屋JIN           | 福田道生       | 青木you一郎           | Bibury Animation Studio 高木司、福田佳太 若山政志、伊藤篤志 清水博幸、山村俊了 | 野中正幸、嘉手苅睦                |
| 12   |          | 【蒼海】為碧藍航線獻上祝福 | 鋼屋JIN           | 天衝           | 天衝                  | 不適用                                                                         | 野中正幸、嘉手苅睦                |

#### 播放平台
日本深夜動畫：下文記載的日本国内播放時間使用日本標準時間（UTC+9）表示。因為部分時間标识會採用30小时制，因此請留意这类超过24:00的时间，其實際播放時間為翌日清晨。
| 播放地區 | 播放電視台 | 播放日期        | 播放時間（UTC+9）          | 字幕語言 | 所屬聯播網    | 備註   |
| -------- | ---------- | --------------- | -------------------------- | -------- | ------------- | ------ |
| 東京都   | TOKYO MX   | 2019年10月3日－ | 星期四 23時30分 - 24時00分 | 不適用   | 独立UHF放送局 |        |
| 日本     | BS11       | 2019年10月3日－ | 星期四 23時30分 - 24時00分 | 不適用   | BS放送        |        |
| 兵库县   | SUN-TV     | 2019年10月3日－ | 星期四 25時30分 - 26時00分 | 不適用   | 独立UHF放送局 |        |
| 京都府   | KBS京都    | 2019年10月3日－ | 星期四 25時30分 - 26時00分 | 不適用   | 独立UHF放送局 |        |
| 日本     | AT-X       | 2019年10月5日－ | 星期五 22時00分 - 22時30分 | 不適用   | CS放送        | 有重播 |

| 播放地區                                                | 網絡平台 | 播放日期        | 播放時間（UTC+9）               | 字幕語言 | 備註       |
| ------------------------------------------------------- | --- | --------------- | ------------------------------- | -------- | ---------- |
| 中国                                                    | bilibili | 2019年10月3日－ | （UTC+8） 星期四 23時00分 更新  | 簡體中文 | 獨播       |
| 香港 · 澳門 · 臺灣地區                                  | bilibili | 2019年10月3日－ | （UTC+8） 星期四 23時00分 更新  | 繁體中文 | 獨播       |
| 日本                                                    | DOCOMO動畫商城 | 2019年10月4日－ | 星期四 18時00分 更新            | 不適用   |            |
| 日本                                                    | AbemaTV、GYAO!、Amazon Prime Video、dTV、FOD、J:COM on demand milplus、アニメ放題、U-NEXT、niconico、萬代頻道、ひかりTV Google Play、YouTube、HAPPY!動画、樂天 TV、TSUTAYA TV、VIDEX GEO TV、Video Market、DMM.com、GYAO!ストア、Anitere、ふらっと動画 | 2019年10月7日－ | 星期一 12時00分 更新            | 不適用   |            |
| 日本                                                    | niconico直播 | 2019年10月8日－ | 星期二 23時30分 - 24時00分      | 不適用   |            |
| 日本                                                    | PlayStation Video | 2019年10月9日－ | 星期三 24時00分 更新            | 不適用   |            |
| 日本                                                    | Hulu | 2019年10月7日－ | 星期一 12時00分 更新            | 不適用   |            |
| 美国                                                    | Hulu | 2019年10月3日－ | （UTC-5） 星期四 16時00分 更新  | 英文     |            |
| 美国 · 加利福尼亚州 · 英国 · 爱尔兰 · 澳大利亚 · 新西兰 | FunimationNow | 2019年10月3日－ | （UTC-5） 星期四 16時00分 更新  | 英文     | 含英语配音 |
| 法國                                                    | WAKANIM | 2019年10月3日－ | （UTC+1） 星期四 17時30分 更新  | 法文     |            |
| 澳大利亚 · 新西兰                                       | AnimeLab | 2019年10月3日－ | （UTC+12） 星期三 26時00分 更新 | 英文     |            |

| 播放地區               | 網絡平台 | 播放日期        | 播放時間（UTC+9）              | 字幕語言 | 備註 |
| ---------------------- | -------- | --------------- | ------------------------------ | -------- | ---- |
| 中国                   | bilibili | 2020年3月13日－ | （UTC+8） 星期五 21時30分 更新 | 簡體中文 | 獨播 |
| 香港 · 澳門 · 臺灣地區 | bilibili | 2020年3月13日－ | （UTC+8） 星期五 21時30分 更新 | 繁體中文 | 獨播 |

#### BD
| 卷 | 發售日        | 收錄話         | 規格編號   |
| -- | ------------- | -------------- | ---------- |
| 1  | 2019年12月4日 | 第1話－第2話   | TBR-29291D |
| 2  | 2020年1月22日 | 第3話－第4話   | TBR-29292D |
| 3  | 2020年2月19日 | 第5話－第6話   | TBR-29293D |
| 4  | 2020年3月18日 | 第7話－第8話   | TBR-29294D |
| 5  | 2020年4月15日 | 第9話－第10話  | TBR-29295D |
| 6  | 2020年5月20日 | 第11話－第12話 | TBR-29296D |

### 衍生動畫－碧藍航線 微速前進！
《碧藍航線 微速前進！》於2021年1月11日開始播出。

#### 主題曲
片頭曲「Longing for!」
作詞：真崎艾莉卡，作曲、編曲：本多友紀（Arte Refact），主唱：新田惠海
片尾曲
作詞：牡丹，作曲：小川裕司，編曲：石倉譽之、小川裕司，主唱：榊原由依

#### 各話列表
| 話數 | 日文標題 | 中文標題                  | 分鏡     | 演出     | 作畫監督                      | 總作畫監督 | 片尾插畫        | 播出日期       |
| ---- | -------- | ------------------------- | -------- | -------- | ----------------------------- | ---------- | --------------- | -------------- |
| 1話  |          | 兩舷，微速前進！          | 神保昌登 | 神保昌登 | 萩原弘光、齊藤健吾            | 萩原弘光   |                 | 2021年 1月12日 |
| 2話  |          | 運動之後，就要吃甜的東西… | 佐山聖子 | 中島政興 | 嵩山樹、阪野日香莉、 塚本智也 | 萩原弘光   |                 | 1月19日        |
| 3話  |          | 現實生活是神作遊戲？      | 佐山聖子 | 新留俊哉 | 嵩本樹                        | 萩原弘光   |                 | 1月26日        |
| 4話  |          | 在海邊玩就少不了燒烤！    | 渡邊祐紀 | 平田貴大 | 森七奈、大野勉                | 萩原弘光   | oekakizuki      | 2月2日         |
| 5話  |          | 朋友，以及重要的人        | 相澤伽月 | 北川正人 | 嵩山樹、相澤秀亮              | 萩原弘光   | osisio          | 2月9日         |
| 6話  |          | 可以和你共舞嗎？          | 平田貴大 | 平田貴大 | 森七奈、大野勉                | 萩原弘光   |                 | 2月16日        |
| 7話  |          | 謹記整潔有序！            | 相澤伽月 | 原浩史   | 嵩山樹                        | 齊藤健吾   | Karory          | 2月23日        |
| 8話  |          | 大家一起享受慶典！        | 西川將貴 | 西川將貴 | 森七奈、大野勉                | 齊藤健吾   | 朝凪            | 3月2日         |
| 9話  |          | 這是女僕的服務            | 玉榮強力 | 玉榮強力 | 熊谷勇也、西川將貴            | 萩原弘光   | raiou           | 3月9日         |
| 10話 |          | 暖洋洋熱騰騰暈乎乎…       | 高橋賢   | 高橋賢   | 森七奈、大野勉                | 萩原弘光   |                 | 3月16日        |
| 11話 |          | 開心的遊樂園遭遇？！      | 安部元宏 | 安部元宏 | 嵩山樹                        | 萩原弘光   | MIN-NARAKEN     | 3月23日        |
| 12話 |          | 最珍貴的寶物，就是朋友    | 西川將貴 | 神保昌登 | 森七奈、めしお                | 萩原弘光   | Yostar Pictures | 3月30日        |
| 13話 |          | 母港庆贺日                |          |          |                               |            |                 | BD隨附         |

#### 播放平台
日本深夜動畫：下文記載的日本国内播放時間使用日本標準時間（UTC+9）表示。因為部分時間标识會採用30小时制，因此請留意这类超过24:00的时间，其實際播放時間為翌日清晨。
| 播放日期                | 播出時間           | 播放電視台 | 收看地區 | 備註              |
| ----------------------- | ------------------ | ---------- | -------- | ----------------- |
| 2021年1月12日 - 3月30日 | 周二 1:00 - 1:10   | TOKYO MX   | 東京都   |                   |
| 2021年1月12日 - 3月30日 | 周二 1:00 - 1:10   | BS11       | 日本全域 | ANIME+            |
| 2021年1月13日 - 3月31日 | 周三 23:10 - 23:20 | AT-X       | 日本全域 | 衛星廣播 / 有重播 |

| 播放開始日    | 播出時間         | 播放平台 |
| ------------- | ---------------- | --- |
| 2021年1月13日 | 週三 0:00後 更新 | dアニメストア、U-NEXT、アニメ放題、Hulu、萬代頻道、ひかりTV、 ニコニコ動画、FOD、Amazon Prime Video、樂天電視、DMM.com、 ビデオマーケット、GYAO!ストア、GYAO!、あにてれ、TSUTAYA TV、 AbemaTV、J:COMオンデマンド、TELASA |

#### BD
| 卷數 | 發售日期      | 收錄話數      | 規格編號  |
| ---- | ------------- | ------------- | --------- |
| 1    | 2021年5月17日 | 第1話－第6話  | SHBR-0632 |
| 2    | 2021年7月7日  | 第7話－第13話 | SHBR-0633 |

### 衍生動畫－碧藍航線 Queen's Orders
2021年9月12日，宣布官方漫畫《Queen's Orders》動畫化決定。

### 官方廣播劇
2018年11月28日發售白鷹篇，內容由《碧藍航線 和拉菲開始的指揮官生活》的作者ツカサ所寫，同時附帶出場人物的耳搔語音。出場人物有拉菲、麥考爾、長島、聖地牙哥、埃爾德里奇、海倫娜、明石。
2019年8月23日發售皇家篇，同時附帶出場人物的鬧鐘語音。出場人物有伊莉莎白女王、厭戰、愛丁堡、貝爾法斯特、小貝法、肯特、薩福克、謝菲爾德、獨角獸。
2019年9月20日發售白鷹篇Ⅱ，同時附帶出場人物的鬧鐘語音。出場人物有約克鎮、企業、薩拉托加、北卡羅來納、拉菲、長島、明石。

### 網絡配信節目

#### 碧藍電台

##### 介紹
2019年4月26日起進行情報放送、接收觀眾投稿的廣播平台，在Youtube、NicoNico雙平台播出
- 前身為《加隈亞衣的碧藍廣播》，由獨角獸（CV：加隈亞衣）和運營M作為主持人

目前主持人為獨角獸/高雄/埃克塞特（CV：加隈亞衣）、金布里/紫布里（CV：下田麻美）、運營M擔當
- 與前身廣播劇不同的是，會以角色的Q版小人做動作達成互動，也可以指示小人說台詞，可看性更高

##### 內容
節目通常分為以下環節：
- 開場介紹：Q版小人互動環節

- 讀信：接收觀眾投稿信件

- “告訴我吧，運營M桑”：告知遊戲的新活動情報、或回答觀眾的問題

- 嘉賓訪談：部分期數邀請遊戲部分角色的CV進行訪談

- “我喜歡的艦船才不會說……”：有嘉賓的情況下才會有，讓嘉賓說出由觀眾投稿的台詞

- 碧藍川柳：接收觀眾所投稿的關於碧藍航線的川柳造句

- 碧藍同人畫：展出被選中的觀眾投稿，並播放背景音樂代表節目結束

- 從20期開始為配合動畫播出，會提前透露動畫次話劇情情報，並邀請日服御三家的CV（山根希美、大地葉、長繩麻理亞）參與觀眾互動環節

節目於2020年7月完結，全55期。

#### 碧藍情報局

##### 介紹
2021年1月17日起推出的新節目，形式基本跟前作（碧藍電台）基本一樣，但是少了很多餘興節目，更側重於情報放送。同樣在Youtube、NicoNico雙平台播出
目前主持人為千代田/千歲（CV:關根瞳）和運營M擔當

##### 內容
保留環節：
- “我喜歡的艦船才不會說……”

- 讀信

- “告訴我吧，運營M桑”

- 碧藍同人畫

- 嘉賓訪談

新增環節：
- “指揮官的主張”：每期抽選一名觀眾的建議放在節目最開頭朗讀

- 提問競答：由勝利（CV:中村繪里子）對千代田/千歲提出一些非遊戲中的常識問題進行互動

節目於2021年10月17日完結，全39期。

## 評價
在推出初期曾經被視為《艦隊Collection》的模仿作品。
Fami通表示：「適當反映出自己的遊戲風格、較為不吃運氣因素的設計。」「《碧藍航線》不會對金錢和時間感到束縛。和其他玩家競爭感也不會太重」。4Gamer.net表示：「相較於《艦隊collection》重視兵站管理，《碧藍航線》是一款躲避彈幕並擊沉敵人為目標的模擬遊戲」。
多玩國董事栗田穰崇批評：「《碧藍航線》是仔細研究了《艦隊Collection》後製作的，因此確實是件快樂的事情，但是《碧藍航線》完全沒有《艦隊Collection》蘊涵的悲壯感，《碧藍航線》就是一個單純以艦隊為題材的偶像動作類遊戲，而《艦隊Collection》最大的魅力就是帶有日本海軍的悲哀。」。

## 爭議

### 对角色的称呼
2018年5月，角色“企业”的声优石川由依访问了游戏开发商之一，上海蛮啾网络的办事处，此次访问通过Abema TV进行在线直播。然而，此次直播中工作人员错误地使用了“舰娘”来称呼游戏中的角色，而该词在日本是DMM.com的注册商标，因而使游戏的日本代理商悠星网络遭到了后者的正式警告。随后，悠星面向公众征集角色的新称呼，并最终决定将角色的称呼改为“舰船（KAN-SEN）”。

### 政治主张争议
2019年11月4日，本遊戲衍生動畫發行第六章角色歌專輯，其封面為英國航母獨角獸；該角色所比出的數字手勢「6」，為日本人習慣手勢，即一根手指放在五指全開的掌心上，因而被部分人士跟香港「反對逃犯條例修訂草案運動」的口號「五大訴求，缺一不可」產生聯想，引發網友爭論。2019年11月7日，《碧藍航線》官方推特對上述聯想作出澄清和解釋，並對外公告「此事與任何政治主張無關」。

### 全国哀悼日停服
2020年4月3日，中华人民共和国国务院宣布次日為全國哀悼日，全国停止公共娱乐活动，以悼念2019冠狀病毒病疫情罹難者。因此《碧藍航線》港澳台繁體中文版官方在4月3日晚上于Facebook發布公告称，因原廠通知配合中國全國哀悼日，繁中版於4月4日關服一天；此舉引發部份繁中版玩家不滿情绪，称其为“政治因素嚴重干預遊戲環境”，並在官方Facebook強烈抗議。2020年4月5日遊戲開機後，部分玩家为表達對繁中版停機一日的不滿，开始在遊戲聊天室发送敏感言论刷屏，代理商也因此釋出封禁與此类相關字詞的更新包，导致部分繁中版玩家开始給予遊戲一星評論、刪除遊戲、申請退款、移師日服等。另外，品玩邦代理的旗下遊戲，除《碧藍航線》外，還有《崩壞3》《閃耀暖暖》也跟隨中華人民共和國國務院令，連帶在港澳台繁中版停機一天。

### 撤换角色配音
2021年6月20日，本遊戲中國服發布更新公告，但玩家在更新後發現本遊戲在毫無告知下，無預警移除了茅野愛衣在本遊戲所飾演的船艦角色（愛宕、加賀、齊柏林伯爵等等）的配音。在此之前，由於茅野她本人的工作場所位於靖國神社附近，於2021年2月11日在自己的YouTube頻道上第152集的Podcast廣播劇節目中提及自己為祈求平安就近參拜靖國神社，造成中國玩家強烈不滿；茅野愛衣參與的中國製遊戲，除了參與本遊戲的角色配音遭到中國原廠封殺下架以外，還包含《明日方舟》、《崩壞學園2》、《陰陽師》等連帶受到影響，將茅野參與的角色配音連帶封殺下架。

### 角色名更改
2023年3月23日，中国大陆服“铁血”阵营全部舰船以日语发音的二次音译更名，且部分舰船的原名被改为禁止发送的敏感内容。

## Cosplay文化

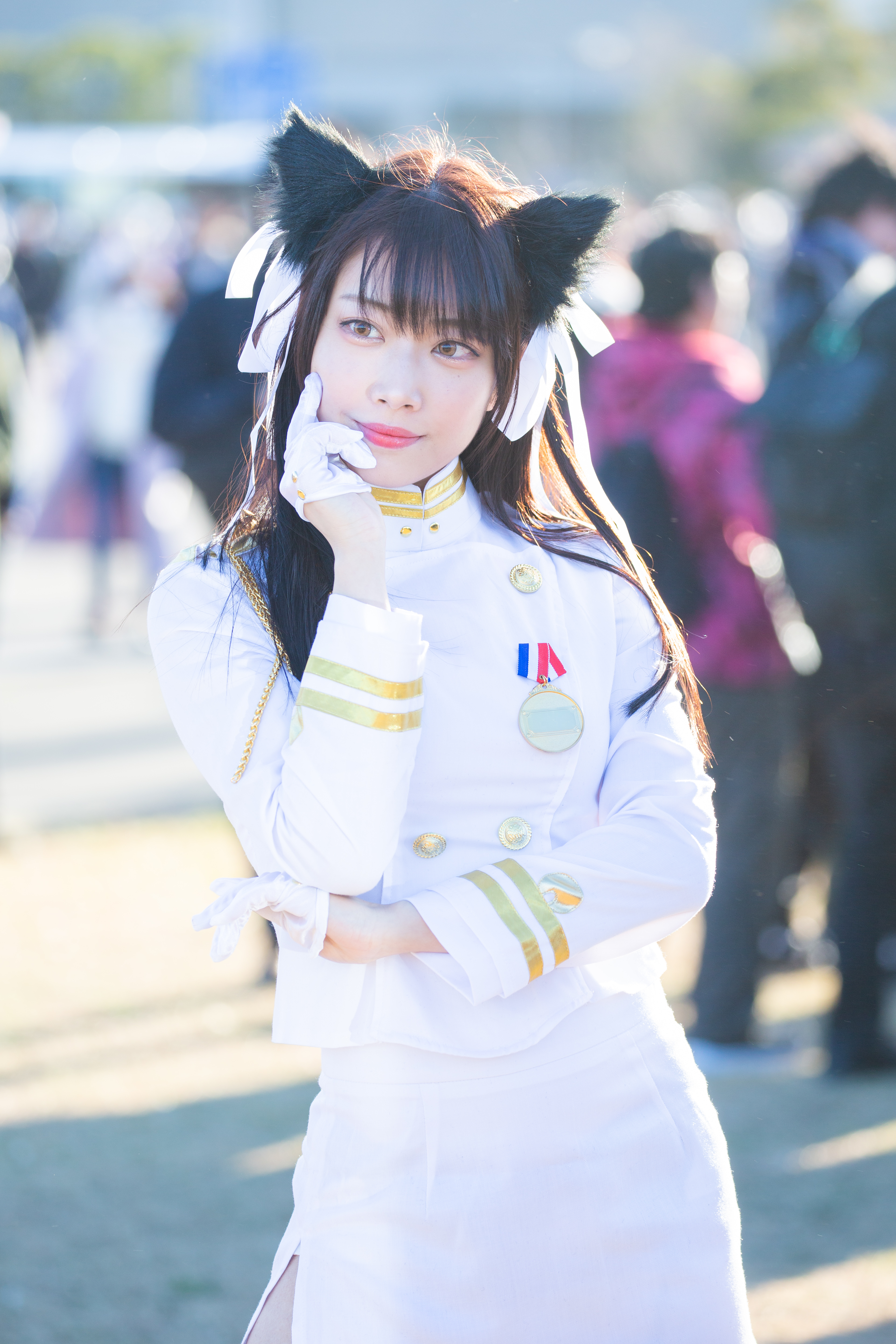
在Comic Market 95第二天的Cosplayer扮演爱宕

## 外部連結
- 遊戲官方网站：中國大陸、台灣
- 動畫官方网站：碧藍航線 The Animation、碧藍航線 微速前進！
- 碧蓝航线wiki